# モラーヌ・ソルニエ N
モラーヌ・ソルニエ N
- 用途：戦闘機
- 製造者：モラーヌ・ソルニエ
- 運用者* フランス空軍
  - イギリス陸軍航空隊
  - ロシア帝国軍航空隊
- 初飛行：1914年7月22日
- 生産数：49機
- 運用開始：1915年

モラーヌ・ソルニエ N（Morane-Saulnier N）は、モラーヌ・ソルニエ社によって設計・製造され、第一次世界大戦で用いられたフランスの単葉戦闘機である。

## 概要

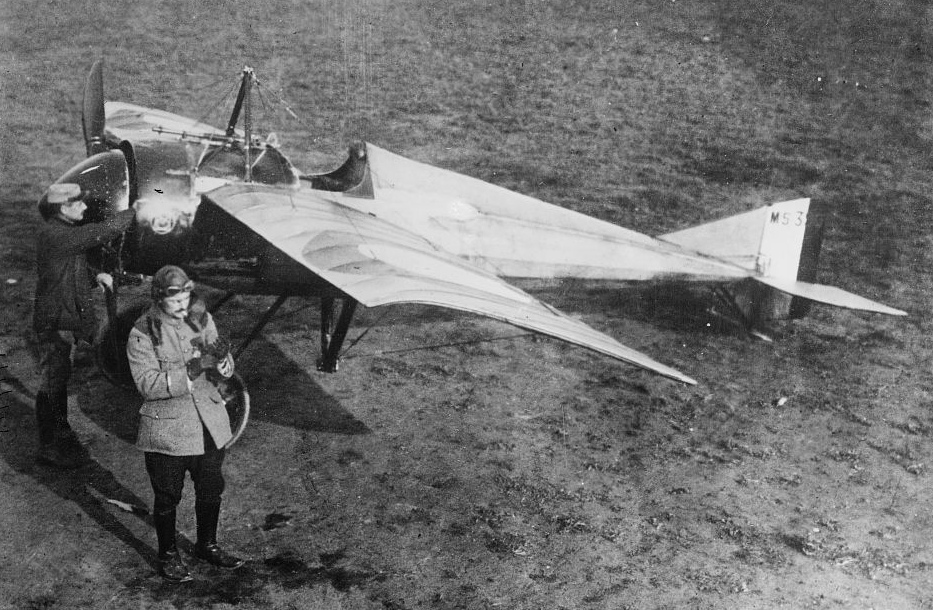
モラーヌ・ソルニエNとパイロット

モラーヌ・ソルニエ Nは1914年7月22日に初飛行し、翌1915年より運用された初期の単葉戦闘機で、当時の先進の空気力学理論を活用した設計であり、中翼配置の単主翼を持つ、機体全体を一つの流線型とした優雅な姿態を持つ航空機であった。
しかし、実用面では多くの問題があり、補助翼の代りに主翼全体をたわませることで行う骨の折れる操縦法（→たわみ翼）と、高い着陸速度のために、操縦は簡単ではなかった。機体全体が流線型を形作るように機首には大きな金属製のスピナーが取り付けられていたが、これは空力特性の向上と引き換えにエンジンへの空気の流れを阻害するために冷却不足となり、オーバーヒートの原因となった。そのため運用開始後にはスピナーが取り外され、過熱問題は生じなくなった。スピナーを取り外したことにより空気抵抗は増加したが、それによる性能低下はごくわずかなものであった。
固定武装としてプロペラと同調していない機関銃 1挺を操縦席前方の機体上面に前向きに取り付けており、それをプロペラ回転面を通して射撃するために、モラーヌ・ソルニエ Lで実験された弾丸を逸らすための跳弾板をプロペラ裏面に取り付けていた。これにより、機銃を機体の軸線正面に射撃できるために操縦席からの照準線と弾道を一致させることが可能になり、万が一発射した銃弾がプロペラに当たってもこれを破壊することなく射撃と飛行が続けられるというものであったが、重量と空気抵抗の増加によってプロペラの推進効率が低下する、命中時にはプロペラとエンジンの出力軸に衝撃が加わるためにそれらの作動にブレが生じる、といった問題が生じた。なお、プロペラにはじかれた弾丸が操縦士を直撃しないように、操縦席前面には防弾ガラス製の風防板が立てられている。
モラーヌ・ソルニエ Nは先進的な要素を取り入れた野心的な設計ではあったが、成功した飛行機とは言い難いものであり、急速な航空機発達のペースに取り残されてすぐに時代遅れとなり、生産数もわずか49機に留まった。

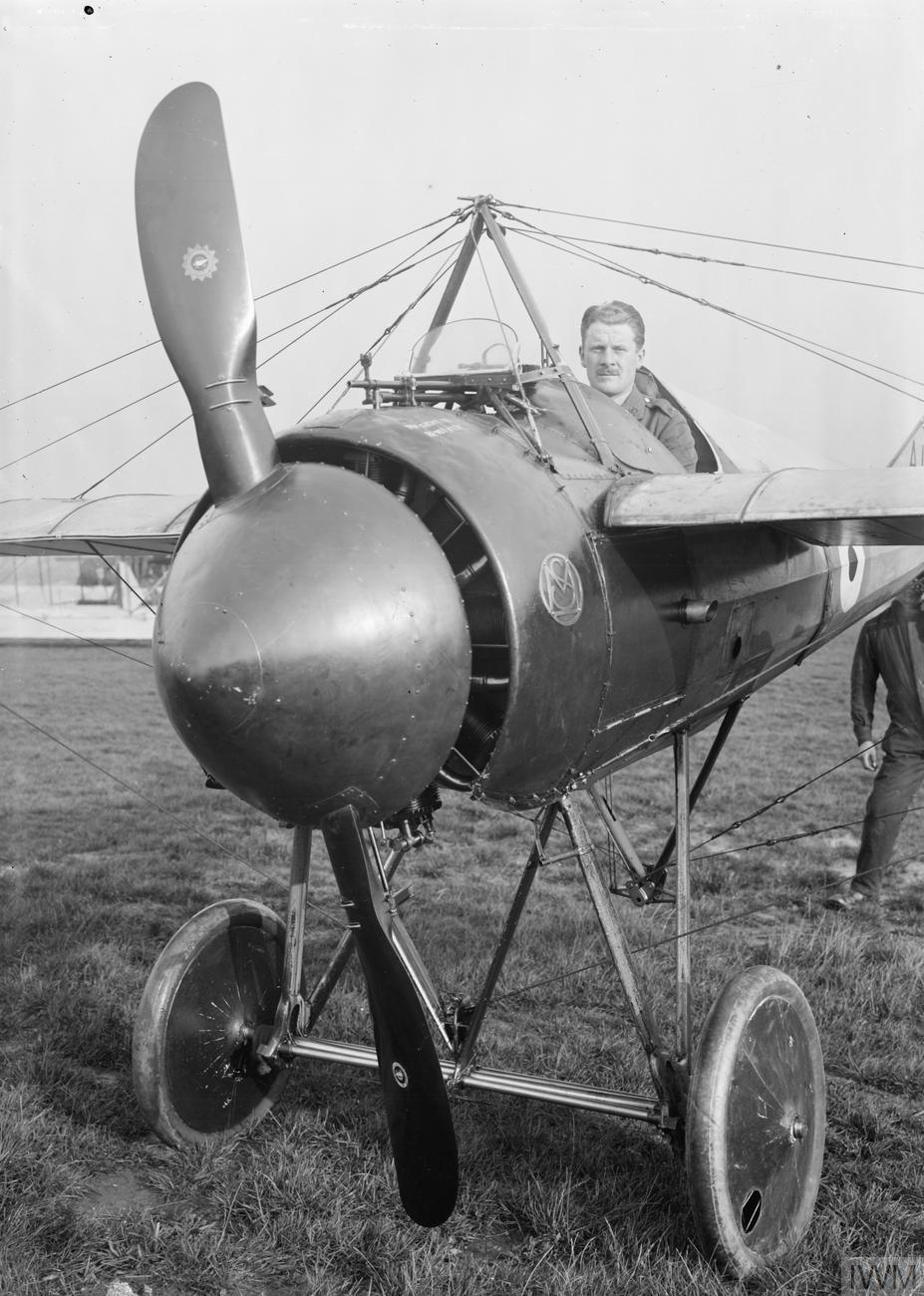
前方より見たモラーヌ・ソルニエ N 大型のスピナーとプロペラ裏面に装備された跳弾版が見える
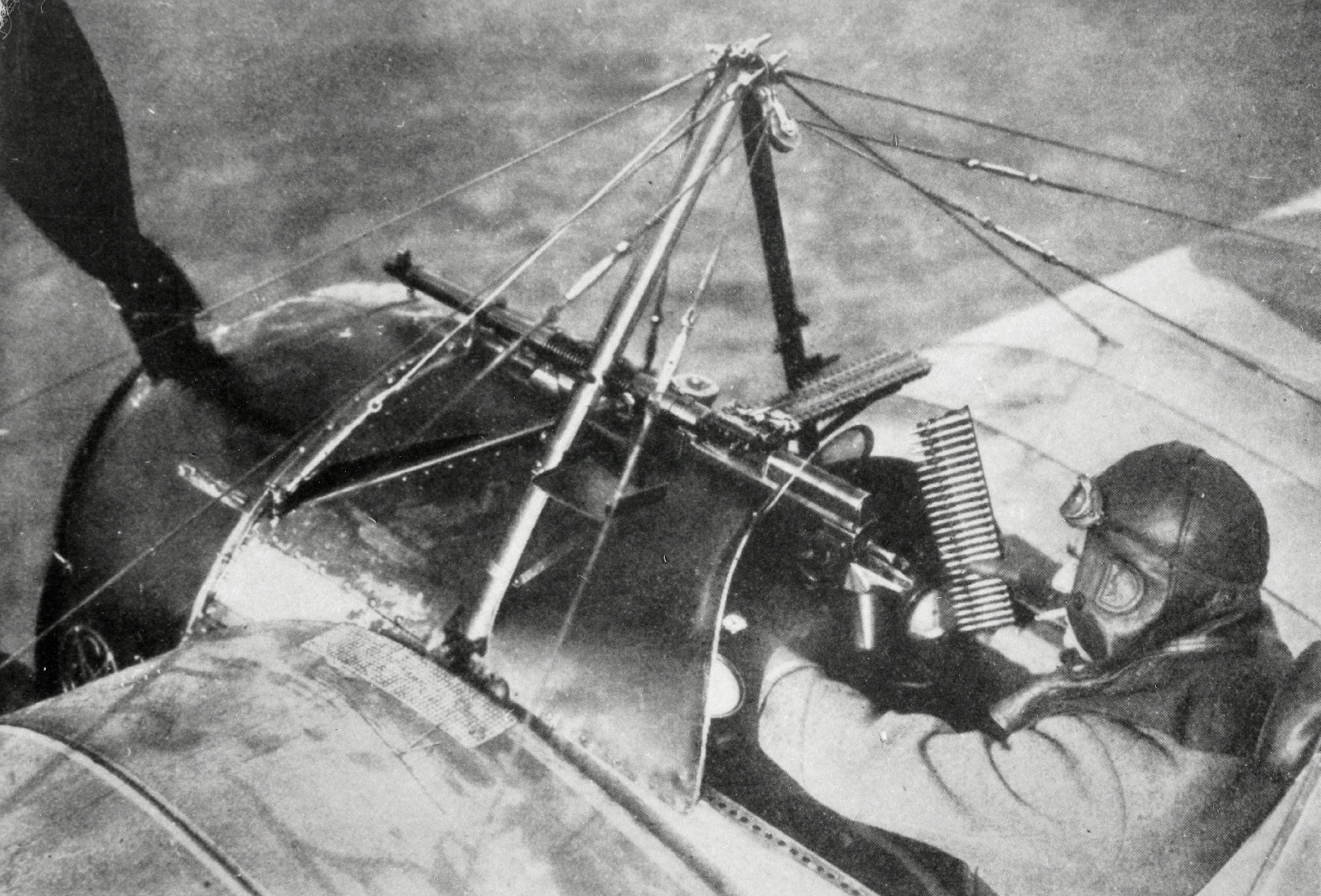
後上方斜めより見たコクピット周辺 操縦席前面に装備された保弾板式のホチキス機関銃とたわみ翼式操舵のためのワイヤーがわかる。機関銃は保弾板式なのもわかるが、この弾数ではとうてい有効な射撃は出来なかった。
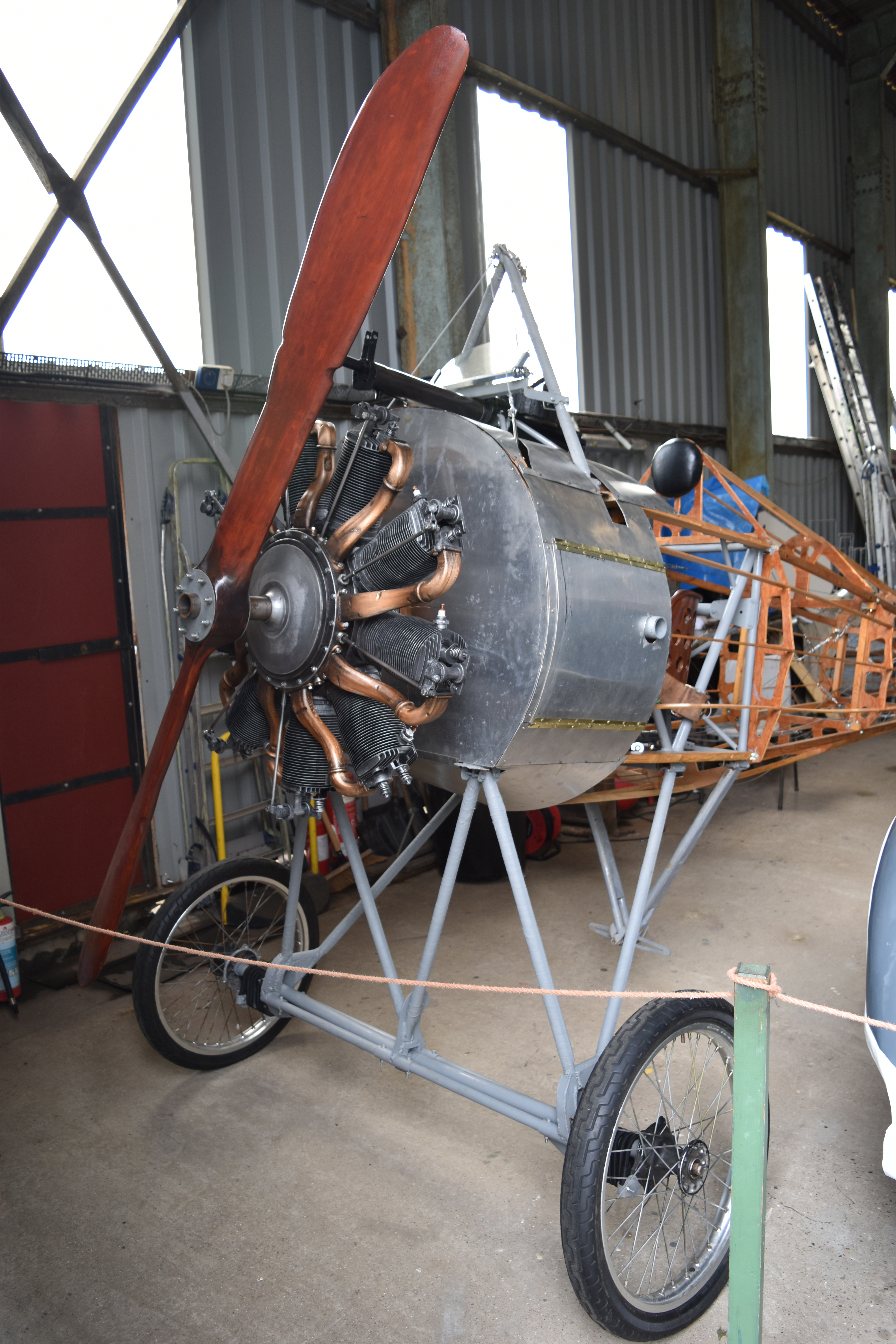
スピナーとカウリングのない状態 画像はレプリカ機のもの

## 各型および派生型
- モラーヌ・ソルニエ N - 単座単葉の戦闘・偵察機
- モラーヌ・ソルニエ Nm - Nの尾部を改良したもの。少数のみ生産。

- モラーヌ・ソルニエ I - エンジンをローヌ 9J(Rhône 9J)（80 kW（110 馬力）に強化したもの。ビッカース航空機銃装備。
- モラーヌ・ソルニエ V - Iの航続距離を増加させたもの。

## 運用
1915年4月にフランス空軍に「MS.5C.1」として配属された。またイギリス陸軍航空隊第4飛行隊に「バレット（Bullet、弾丸の意）」の名で装備され、ロシア帝国航空隊でも少数機が第19飛行隊で使用された。 
　運用国
- フランス空軍
- イギリス陸軍航空隊 - 第4、第60飛行隊
- ロシア軍航空隊
- ウクライナ軍航空隊 - 3機

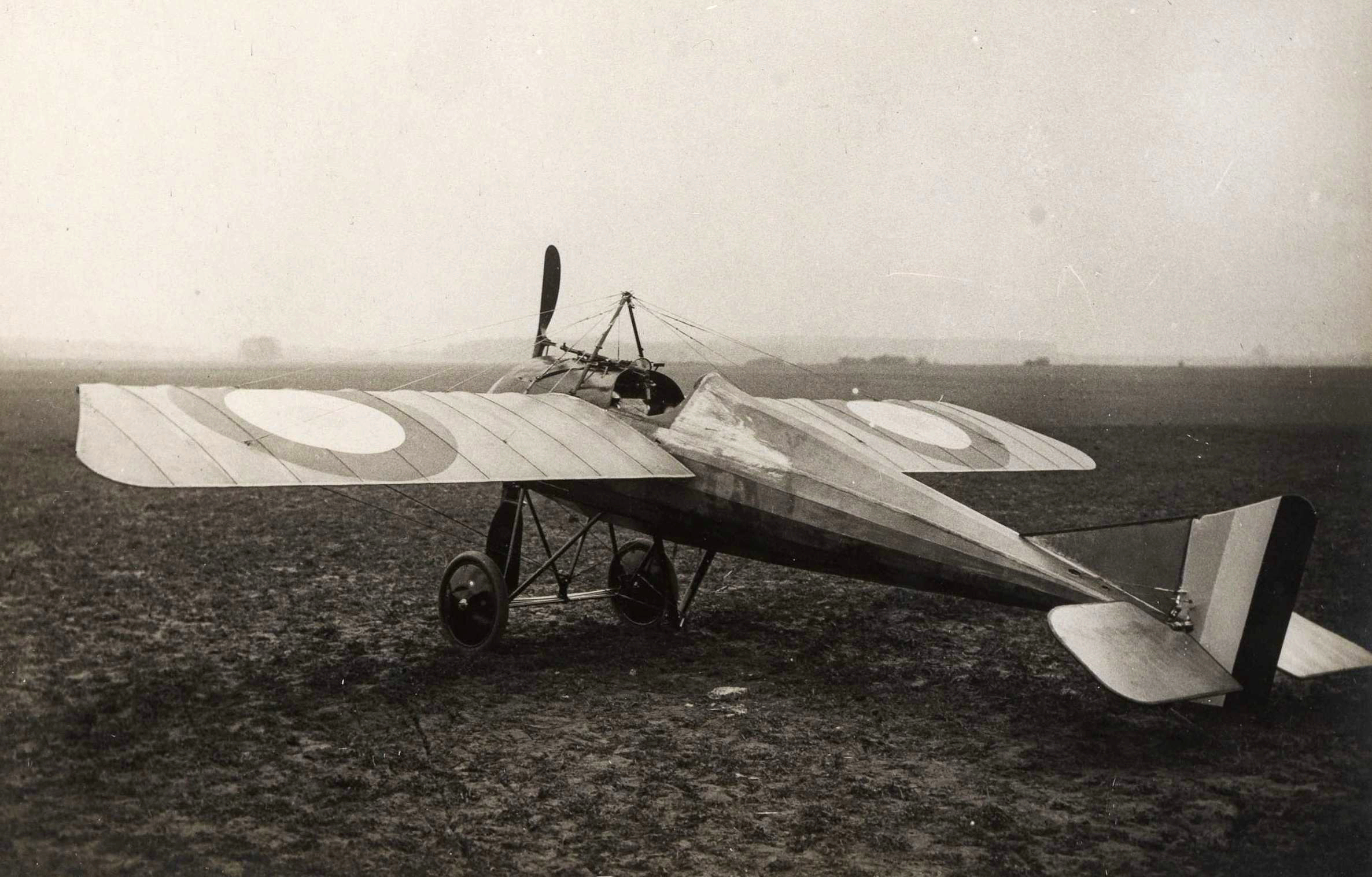
MS.5.1 フランス空軍機 （1916年2月2日撮影）
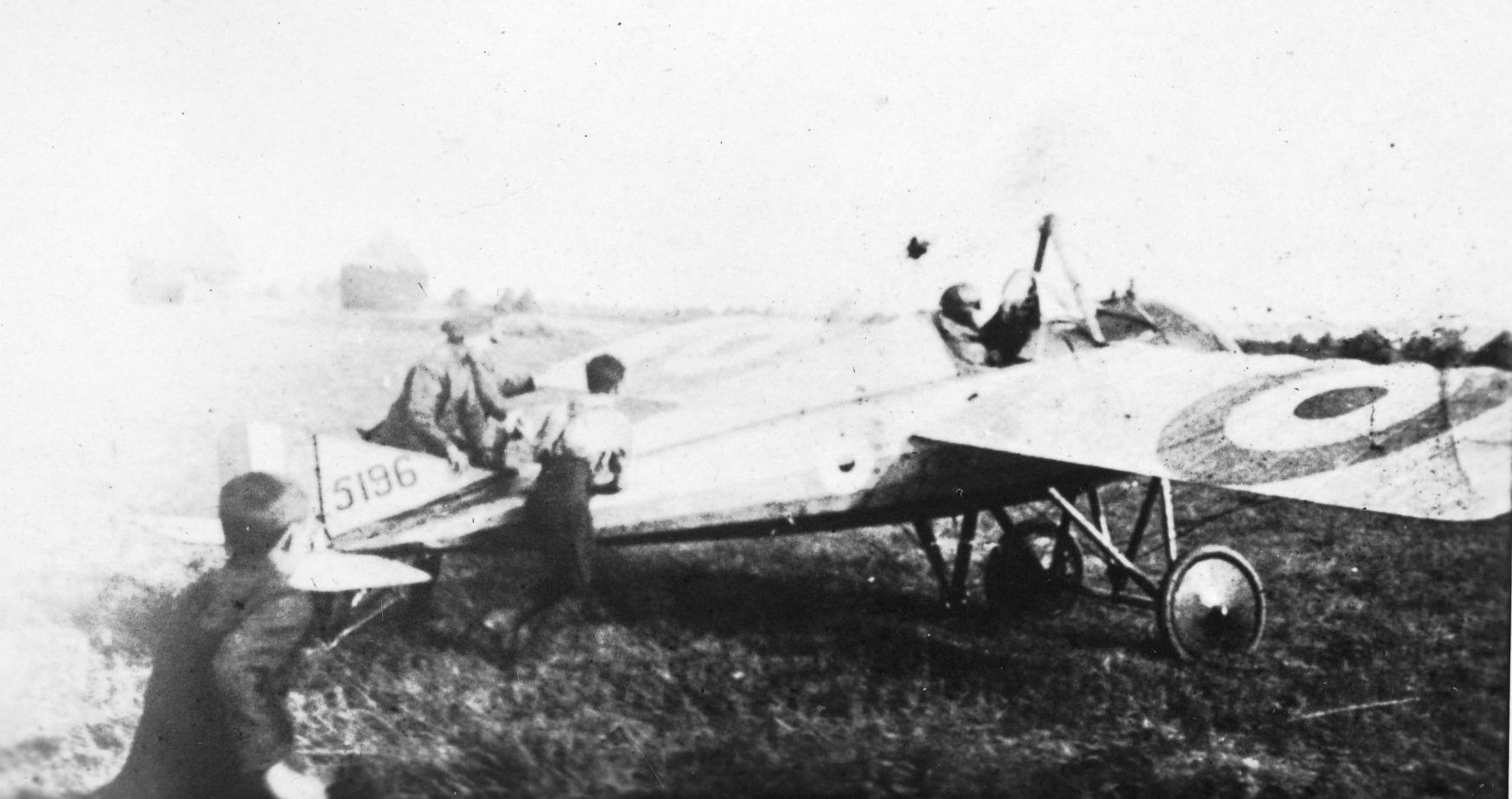
イギリス空軍の"MoraneSaulnier Bullet"
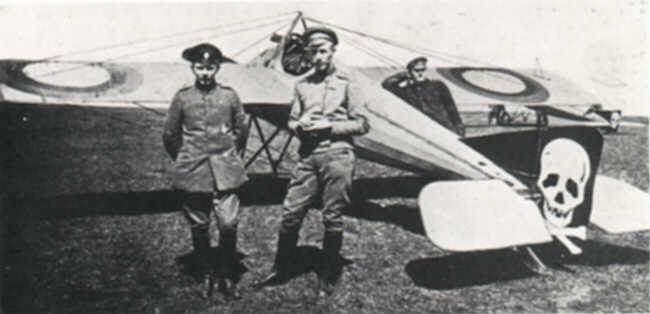
ロシア軍航空隊のモラーヌ・ソルニエ I （1915年撮影

## その他
他の第一次世界大戦時に用いられた複葉戦闘機と同様に、モラーヌ・ソルニエNも後にレプリカ機が製作されている。ただし、飛行可能なレプリカ機では、操縦が困難な上に現行の航空基準に基づく安全性審査を所得し難いたわみ翼方式ではなく、オリジナルにはないエルロンを持つ方式に変更されているのが通例である。

## 性能諸元
※モラーヌ・ソルニエ N
出典: 
諸元
- 乗員: 1
- 全長: 5.83 m
- 全高: 2.25 m
- 翼幅: 8.15 m
- 翼面積: 11 m2
- 空虚重量: 118 kg
- 運用時重量: 444 kg
- 動力: ル・ローヌ 9C 空冷ロータリーエンジン、60 kW （80 hp）   × 1

性能
- 最大速度: 144 km/h （地上）
- 航続距離: 1時間30分
- 実用上昇限度: 4,000 m [2]
- 上昇率: 2,000mまで10分

武装
- 前方固定式機関銃 1 挺

- 7.9 mm ホッチキス航空機銃 ※N / Nm型
- 0.303 インチ（7.7 mm）ビッカース航空機銃 ※I / V型